# Saint-Martin-de-Hinx

Saint-Martin-de-Hinx este o comună în departamentul Landes din sud-vestul Franței. În 2009 avea o populație de 1.185 de locuitori.

## Evoluția populației
| An        | 1975 | 1982 | 1990 | 1999 | 2006  | 2009  |
| --------- | ---- | ---- | ---- | ---- | ----- | ----- |
| Populație | 715  | 748  | 837  | 938  | 1.101 | 1.185 |